# 吳里璐
吳里璐（英語：Dora Ng Lei-Lo），香港電影美術指導及服裝設計師，八屆香港電影金像獎「最佳服裝造型設計」、兩屆金馬獎「最佳造型設計」獎項得主。

## 職業生涯
吳里璐1987年畢業於香港理工大學紡織及時裝設計系。同年進入電影行業，為張之亮的《中國最後一個太監》擔任服裝指導。入行至今參與香港、台灣及中國內地近百部電影的服裝造型工作。
1997年，吳里璐以電影《甜蜜蜜》首奪第16屆香港電影金像獎「最佳服裝造型設計」，此後八度獲得該獎項，是該獎項入圍及獲獎次數最多的女性電影人。

## 奖项
| 时间 | 颁奖典礼             | 奖项             | 影片                         | 结果 |
| ---- | -------------------- | ---------------- | ---------------------------- | ---- |
| 1994 | 第13屆香港電影金像獎 | 最佳服裝造型設計 | 《新不了情》                 | 提名 |
| 1995 | 第14屆香港電影金像獎 | 最佳服裝造型設計 | 《金枝玉葉》                 | 提名 |
| 1996 | 第15屆香港電影金像獎 | 最佳服裝造型設計 | 《和平飯店》                 | 提名 |
| 1997 | 第16屆香港電影金像獎 | 最佳服裝造型設計 | 《金枝玉葉2》                | 提名 |
| 1997 | 第16屆香港電影金像獎 | 最佳服裝造型設計 | 《甜蜜蜜》                   | 獲獎 |
| 1997 | 第34屆金馬獎         | 最佳造型設計     | 《甜蜜蜜》                   | 提名 |
| 1998 | 第17屆香港電影金像獎 | 最佳服裝造型設計 | 《神偷諜影》                 | 提名 |
| 1999 | 第18屆香港電影金像獎 | 最佳服裝造型設計 | 《安娜馬德蓮娜》             | 提名 |
| 2000 | 第19屆香港電影金像獎 | 最佳服裝造型設計 | 《半支煙》                   | 提名 |
| 2000 | 第19屆香港電影金像獎 | 最佳服裝造型設計 | 《紫雨風暴》                 | 獲獎 |
| 2001 | 第20屆香港電影金像獎 | 最佳服裝造型設計 | 《東京攻略》                 | 提名 |
| 2001 | 第20屆香港電影金像獎 | 最佳服裝造型設計 | 《薰衣草》                   | 提名 |
| 2002 | 第39屆金馬獎         | 最佳造型設計     | 《三更之回家》               | 提名 |
| 2003 | 第40屆金馬獎         | 最佳造型設計     | 《金雞》                     | 獲獎 |
| 2003 | 第22屆香港電影金像獎 | 最佳服裝造型設計 | 《金雞》                     | 提名 |
| 2004 | 第41屆金馬獎         | 最佳造型設計     | 《三更2之餃子》              | 提名 |
| 2006 | 第43屆金馬獎         | 最佳造型設計     | 《如果·愛》                  | 提名 |
| 2006 | 第25屆香港電影金像獎 | 最佳服裝造型設計 | 《如果·愛》                  | 獲獎 |
| 2009 | 第28屆香港電影金像獎 | 最佳服裝造型設計 | 《江山美人》                 | 提名 |
| 2010 | 第29屆香港電影金像獎 | 最佳服裝造型設計 | 《十月圍城》                 | 獲獎 |
| 2010 | 第47屆金馬獎         | 最佳造型設計     | 《十月圍城》                 | 獲獎 |
| 2010 | 第4屆亞洲電影大獎    | 最佳造型設計     | 《十月圍城》                 | 提名 |
| 2011 | 第30屆香港電影金像獎 | 最佳服裝造型設計 | 《精武風雲·陳真》            | 提名 |
| 2011 | 第48屆金馬獎         | 最佳造型設計     | 《武俠》                     | 提名 |
| 2012 | 第31屆香港電影金像獎 | 最佳服裝造型設計 | 《武俠》                     | 提名 |
| 2013 | 第32屆香港電影金像獎 | 最佳服裝造型設計 | 《血滴子》                   | 提名 |
| 2013 | 第50屆金馬獎         | 最佳造型設計     | 《中國合伙人》               | 提名 |
| 2014 | 第33屆香港電影金像獎 | 最佳服裝造型設計 | 《中國合伙人》               | 提名 |
| 2016 | 第53屆金馬獎         | 最佳造型設計     | 《七月與安生》               | 提名 |
| 2017 | 第36屆香港電影金像獎 | 最佳服裝造型設計 | 《七月與安生》               | 提名 |
| 2017 | 第36屆香港電影金像獎 | 最佳服裝造型設計 | 《西遊記之孫悟空三打白骨精》 | 獲獎 |
| 2017 | 第54屆金馬獎         | 最佳造型設計     | 《健忘村》                   | 提名 |
| 2018 | 第37屆香港電影金像獎 | 最佳服裝造型設計 | 《喜歡·你》                  | 提名 |
| 2020 | 第39屆香港電影金像獎 | 最佳服裝造型設計 | 《少年的你》                 | 獲獎 |
| 2020 | 第14屆亞洲電影大獎   | 最佳造型設計     | 《少年的你》                 | 提名 |
| 2022 | 第40屆香港電影金像獎 | 最佳服裝造型設計 | 《梅艷芳》                   | 獲獎 |
| 2022 | 第16屆亞洲電影大獎   | 最佳造型設計     | 《梅艷芳》                   | 獲獎 |
| 2023 | 第41屆香港電影金像獎 | 最佳服裝造型設計 | 《風再起時》                 | 獲獎 |
| 2025 | 第43屆香港電影金像獎 | 最佳服裝造型設計 | 《我談的那場戀愛》           | 提名 |